# Harmonische oscillator

Een massa aan een veer beschrijft een harmonische oscillatie, die kan worden gedempt door het omringende medium (dat wordt verwaarloosd in de animatie).

Een harmonische oscillator is een oscillator waarvan de tijdsevolutie wordt beschreven door een sinusoïdale functie en waarvan de frequentie enkel afhangt van de karakteristieken van het systeem. Het belang van zulk een model bestaat erin dat het een beschrijving geeft van om het even welk systeem in de nabijheid van een stabiel evenwichtspunt. Hierdoor is het van groot belang in velerlei domeinen, zoals de mechanica, kwantummechanica,  elektriciteitsleer en elektronica en de optica.
Voor de harmonische oscillator in de kwantummechanica zie Impulsoperator.

## Algemene beschouwingen en classificatie
Bij een harmonische oscillator treedt een kracht op die wordt beschreven door de wet van Hooke:
{\displaystyle F=-kx},
waarin {\displaystyle F} de kracht, {\displaystyle x} de afstand tot het evenwichtspunt en {\displaystyle k} een positieve constante die afhangt van het systeem onder beschouwing.
Indien deze Hookekracht de enige is die in het systeem werkt, wordt het systeem een eenvoudige harmonische oscillator genoemd. De beweging is harmonisch: ze volgt een sinusoïdale functie rond het evenwichtspunt met een constante amplitude en frequentie (die onafhankelijk zijn van elkaar).
Indien ook een wrijvingskracht (demping) aanwezig is, evenredig met de snelheid, dan heeft men te maken met een gedempte oscillator. In zulk een situatie is de frequentie van de oscillatie kleiner dan in het ongedempte geval en de amplitude van de beweging neemt af met de tijd.
Indien een externe, tijdsafhankelijke kracht aanwezig is, dan noemt men het systeem een gedwongen oscillator.
De meest algemene harmonische oscillator voldoet aan de volgende differentiaalvergelijking:
{\displaystyle m{\frac {\mathrm {d} ^{2}u}{\mathrm {d} t^{2}}}+b{\frac {\mathrm {d} u}{\mathrm {d} t}}+ku=F_{\text{ext}}},
waarin {\displaystyle u} de uitwijking van het systeem is, {\displaystyle m} de massa, {\displaystyle b} de wrijving, {\displaystyle k} de constante van Hooke en {\displaystyle F_{\text{ext}}} een externe kracht die op het systeem inwerkt.

## Beweging

### Eenvoudige oscillator
Een eenvoudige harmonische oscillator is een systeem zonder wrijving en zonder uitwendige kracht. deze wordt dus beschreven door de vergelijking
{\displaystyle F=-ku}
Uit de wetten van Newton weten we dat
{\displaystyle F=ma=m{\frac {\mathrm {d} ^{2}u}{\mathrm {d} t^{2}}}}
met {\displaystyle a} de versnelling, zodat we de volgende lineaire differentiaalvergelijking bekomen:
{\displaystyle m{\frac {\mathrm {d} ^{2}u}{\mathrm {d} t^{2}}}+ku=0}
Oplossingen van lineaire differentiaalvergelijkingen kunnen gemakkellijk gevonden worden door exponentiële functies van de vorm:
{\displaystyle u(t)=u_{0}\,e^{a\;t}}
met grondtal {\displaystyle e} te substitueren. De waarde van {\displaystyle u_{0}} is de uitwijking op {\displaystyle t=0}. De afgeleiden van deze functies zijn:
{\displaystyle {\frac {\mathrm {d} ^{n}u}{\mathrm {d} t^{n}}}=u_{0}\,a^{n}e^{a\,t}=a^{n}u}
zodat we na substitutie voor de oplossing van {\displaystyle u(t)} voor {\displaystyle a} vinden:
{\displaystyle a_{1,2}=\pm i\,\omega _{0}=\pm i{\sqrt {\frac {k}{m}}}}
De oplossingen hiervan zijn sinusoïdale functies:
{\displaystyle u(t)=Ae^{i\omega t}+Be^{-i\omega t}}
De reële oplossing kan, afziend van de faseparameter, geschreven worden als:
{\displaystyle u(t)=u_{0}\cos \left(\omega _{0}t\right)}
We zien dus dat het systeem beweegt met pulsatie en frequentie
{\displaystyle \omega _{0}={\sqrt {\frac {k}{m}}}\quad ,\qquad f_{0}={\frac {1}{2\pi }}{\sqrt {\frac {k}{m}}}}

### Gedempte oscillator
Indien een demping aanwezig is (bijvoorbeeld als het systeem trilt in een vloeistof of in een niet te ijl gas), zal de oscillerende beweging niet eeuwig kunnen blijven doorgaan doordat het systeem energie zal dissiperen. Een wrijvingskracht wordt in regel beschreven door een uitdrukking als
{\displaystyle F_{\text{wr}}=-bv=-b{\frac {\mathrm {d} u}{\mathrm {d} t}}}
met {\displaystyle b} de grootte van de demping en {\displaystyle v} de snelheid. Deze term moet bij de differentiaalvergelijking van de vorige paragraaf moet worden gevoegd, zodat we krijgen:
{\displaystyle m{\frac {\mathrm {d} ^{2}u}{\mathrm {d} t^{2}}}+b{\frac {\mathrm {d} u}{\mathrm {d} t}}+ku=0}
Substitutie van de exponentiële functie levert de oplossingen:
{\displaystyle a_{1,2}={\frac {-b\pm {\sqrt {b^{2}-4mk}}}{2m}}}
De oplossingen hiervan hangen af van of de uitdrukking {\displaystyle b^{2}-4mk} positief of negatief is.

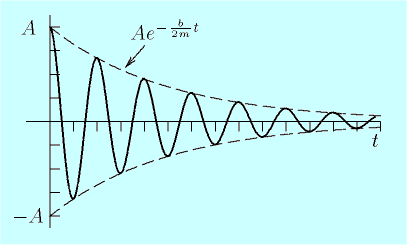
Het verloop van de beweging van een ondergedempte harmonische oscillator.

Indien deze uitdrukking negatief is (wat geldt als de demping voldoende klein is, met andere woorden in het ondergedempte geval), definieer dan ω
{\displaystyle \omega _{\text{res}}={\sqrt {{\frac {k}{m}}-{\frac {b^{2}}{4m^{2}}}}}}
De oplossingen van de differentiaalvergelijking zijn dan
{\displaystyle u(t)=e^{-{\frac {b}{2m}}t}(A\cos \omega t-B\sin \omega t)=u_{0}\;e^{-{\frac {b}{2m}}t}\cos(\omega t)}
We zien dat het systeem oscilleert (aangezien de tweede factor cosinus- en sinusfuncties bevat) maar ook wordt gedempt (de eerste factor is een dalende exponentiële functie). De pulsatie in het licht gedempte geval is blijkbaar ook kleiner dan in het ongedempte geval.
Indien echter {\displaystyle b^{2}-4mk} positief is (dus: grote demping of overdemping), definiëren we de volgende parameters:
{\displaystyle a_{+}={\frac {-b+{\sqrt {b^{2}-4mk}}}{2m}}\ } en {\displaystyle \ a_{-}={\frac {-b-{\sqrt {b^{2}-4mk}}}{2m}}}
De beweging wordt in dit geval beschreven door:
{\displaystyle u(t)=Ae^{a_{+}t}+Be^{a_{-}t}}
Het systeem zal dus zonder oscillaties (met hoogstens één omkering, namelijk bij een beginsnelheid van het evenwichtspunt af) naar het evenwichtspunt gaan.
In het geval dat {\displaystyle b^{2}} juist gelijk is aan {\displaystyle 4mk}, geldt dat {\displaystyle \omega _{\text{res}}=0} en {\displaystyle a_{+}=a_{-}=-b/2m=-\omega _{0}}. In dat geval spreekt men van kritische demping, waarin het systeem eveneens zonder oscillaties, met hoogstens één omkering, naar het evenwichtspunt zal gaan:
{\displaystyle u(t)=(A+Bt)e^{-t{\sqrt {\frac {k}{m}}}}}

### Gedwongen oscillator
Het probleem van een harmonische oscillator met algemene externe kracht heeft veel oplossingen. In de praktijk wordt echter het vaakst naar de oplossing met een sinusoïdale dwang gekeken:
{\displaystyle F_{\text{ext}}=F_{m}\cos(\omega t)}
In het algemeen wordt de beweging van zulk een systeem beschreven door een som van gedempte oscillaties met een limietbeweging. De gedempte oscillatie is exact dezelfde als die bij de ongedwongen oscillator. Na een zekere tijd zal deze altijd klein worden en verwaarloosbaar zijn. Voor grote tijden hebben we dus enkel de limietbeweging over. Deze wordt beschreven door
{\displaystyle u(t)={\frac {F_{m}}{Z_{m}\omega }}\sin(\omega t-\varphi )}
met
{\displaystyle Z_{m}={\sqrt {b^{2}+\left(\omega m-{\frac {k}{\omega }}\right)^{2}}}\quad {\text{en}}\quad \varphi =\arctan {\frac {\omega m-{\frac {k}{\omega }}}{b}}}
of met een complexe amplitude als:
{\displaystyle u(t)=A\cos(\omega t)={F_{m} \over k}{\cos(\omega t) \over 1-\left({\omega  \over \omega _{o}}\right)^{2}+i{\omega  \over \omega _{o}}{\sqrt {b^{2} \over km}}}}
We zien dus dat de beweging een oscillatie is met dezelfde hoeksnelheid als de dwangkracht. De fase van de oscillator verschilt echter van die van de dwang met een waarde φ.

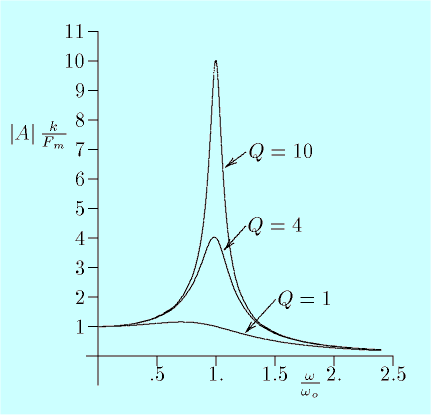
Responsfunctie van een gedempte harmonische oscillator

De amplitude van de gedwongen oscillatie hangt af van de hoeksnelheid van de dwang. Als de demping klein is dan is {\displaystyle b\ll 2{\sqrt {k\;m}}} zodat {\displaystyle \omega _{res}\approx \omega _{0}}. Als we de mechanische kwaliteitsfactor {\displaystyle Q} definiëren als:
{\displaystyle Q={{\sqrt {km}} \over b}}
dan kan de amplitude uitgedrukt worden als:
{\displaystyle A={F_{m} \over k}{1 \over 1-\left({\omega  \over \omega _{o}}\right)^{2}+i{\omega  \over \omega _{o}}{1 \over Q}}}
waarin {\displaystyle Q} bepalend is voor de sterkte van de resonantie. De amplitude is het grootst indien bij de resonantiefrequentie.
{\displaystyle \omega _{\text{res}}=\omega _{0}{\sqrt {1-{\frac {1}{4Q^{2}}}}}}
De amplitude van de resonantie bij de ongedempte resonantiefrequentie {\displaystyle \omega _{0}} is:
{\displaystyle A=-i{\frac {F_{m}}{k}}Q}
De amplitude van de resonantie is voor lichte demping ongeveer gelijk aan de kwaliteitsfactor terwijl de faseverschuiving {\displaystyle \pi /2} is. Voor kritische demping geldt {\displaystyle Q=0{,}5} of {\displaystyle b=2{\sqrt {k\,m}}} waarbij de resonantiefrequentie {\displaystyle \omega _{res}} naar nul daalt.

## Voorbeelden

Een massa aan een veer beschrijft een harmonische oscillatie, hier met een zekere demping.

### Mechanische oscillaties bij de veer
De kracht die een veer uitoefent op een lichaam wordt juist beschreven door de wet van Hooke. Een massa die aan een veer is bevestigd en die vrij kan trillen, zal dus een harmonische beweging beschrijven. De functie {\displaystyle x(t)} die de afstand tot het evenwichtspunt (de veer heeft zijn natuurlijke lengte) beschrijft, is dus sinusoïdaal. De periode hangt enkel af van de massa {\displaystyle m} van het lichaam en van de veerconstante {\displaystyle k}, niet van de amplitude:
{\displaystyle T=2\pi {\sqrt {\frac {m}{k}}}}

### Mechanische oscillaties bij de torsieslinger
Een torsieslinger bestaat uit een horizontale staaf met massa's aan de uiteinden, die is opgehangen aan een torsiedraad of die rust op een torsiestaaf. Deze torsiedraad kan worden verwrongen over een zekere hoek {\displaystyle \theta } en geeft hierdoor een tegenkracht –Cθ. Dit is dus weer een Hookewet, zodat de hoek {\displaystyle \theta (t)} een harmonische beweging zal volgen. Noemen we {\displaystyle J} het traagheidsmoment van de slinger (dat hier dienstdoet als "massa"), dan wordt de periode van de beweging geven door

Parallelle RLC-schakeling.

RLC-schakeling in serie.

{\displaystyle T=2\pi {\sqrt {\frac {J}{C}}}}

### Elektrische oscillaties
Elektrische schakelingen kunnen eveneens harmonische oscillaties vertonen. Het typevoorbeeld hiervan is het RLC-circuit, dat bestaat uit een spanningsbron, een weerstand {\displaystyle R}, een spoel met inductie {\displaystyle L} en een condensator met capaciteit {\displaystyle C}. Deze drie componenten kunnen in parallel of in serie worden geschakeld. In beide gevallen krijgt men een harmonische oscillator, maar de parameters zijn verschillend:
| Veer                                                                       | RLC in serie                                                               | RLC in parallel                                                             |
| -------------------------------------------------------------------------- | -------------------------------------------------------------------------- | --------------------------------------------------------------------------- |
| uitwijking {\displaystyle x,\,u}                                           | lading {\displaystyle q}                                                   | spanning {\displaystyle e}                                                  |
| snelheid {\displaystyle {\frac {\mathrm {d} x}{\mathrm {d} t}}={\dot {x}}} | stroom {\displaystyle {\frac {\mathrm {d} q}{\mathrm {d} t}}={\dot {q}}=i} | {\displaystyle {\frac {\mathrm {d} e}{\mathrm {d} t}}={\dot {e}}}           |
| massa {\displaystyle m}                                                    | inductie {\displaystyle L}                                                 | capaciteit {\displaystyle C}                                                |
| veerconstante {\displaystyle k}                                            | elastantie {\displaystyle {\frac {1}{C}}}                                  | susceptantie {\displaystyle {\frac {1}{L}}}                                 |
| weerstand {\displaystyle b}                                                | weerstand {\displaystyle R}                                                | geleidbaarheid {\displaystyle {\frac {1}{R}}}                               |
| dwangkracht {\displaystyle F_{0}(t)}                                       | dwangspanning {\displaystyle V_{0}(t)}                                     | dwangstroom {\displaystyle I_{0}(t)}                                        |
| Ongedempte frequentie {\displaystyle f}                                    |                                                                            |                                                                             |
| {\displaystyle {\frac {1}{2\pi }}{\sqrt {\frac {k}{m}}}}                   | {\displaystyle {\frac {1}{2\pi }}{\sqrt {\frac {1}{LC}}}}                  | {\displaystyle {\frac {1}{2\pi }}{\sqrt {\frac {1}{LC}}}}                   |
| Differentiaalvergelijking                                                  |                                                                            |                                                                             |
| {\displaystyle m{\ddot {x}}+b{\dot {x}}+kx=F_{0}}                          | {\displaystyle L{\ddot {q}}+R{\dot {q}}+{\frac {1}{C}}q=V_{0}}             | {\displaystyle C{\ddot {e}}+{\frac {1}{R}}{\dot {e}}+{\frac {1}{L}}e=I_{0}} |

## De harmonische oscillator als model
Slechts weinig systemen zijn werkelijk harmonisch. In de buurt van een stabiel evenwicht, echter, kunnen bijna alle systemen in zekere mate worden benaderd door een harmonische oscillator. Stel bijvoorbeeld dat de energie {\displaystyle U} van een systeem afhangt van een zeker parameter {\displaystyle x}, dan kunnen we rond het evenwichtspunt {\displaystyle x_{0}} schrijven:
{\displaystyle U(x)=U(x_{0})+{\frac {(x-x_{0})^{2}}{2}}{\frac {\mathrm {d} ^{2}U}{\mathrm {d} x^{2}}}(x_{0})+{\frac {(x-x_{0})^{3}}{3!}}{\frac {\mathrm {d} ^{3}U}{\mathrm {d} x^{3}}}(x_{0})+\ldots }
waarbij de lineaire term in de Taylorreeks werd weggelaten omdat x0 een evenwichtspunt is. De kracht wordt gegeven door
{\displaystyle F(x)=-{\frac {\mathrm {d} U}{\mathrm {d} x}}(x)=-(x-x_{0}){\frac {\mathrm {d} ^{2}U}{\mathrm {d} x^{2}}}(x_{0})-{\frac {(x-x_{0})^{2}}{2}}{\frac {\mathrm {d} ^{3}U}{\mathrm {d} x^{3}}}(x_{0})+\ldots }
Als de tweede term en de termen in de puntjes voldoende klein zijn (wat het geval is als we ons niet te ver van {\displaystyle x_{0}} begeven), kunnen we ze verwaarlozen en blijft er een harmonische oscillator over. De Hookeconstante wordt gegeven door
{\displaystyle k={\frac {\mathrm {d} ^{2}U}{\mathrm {d} x^{2}}}(x_{0})}
of dus door de buiging van de potentiaal in het evenwichtspunt.

### De slinger

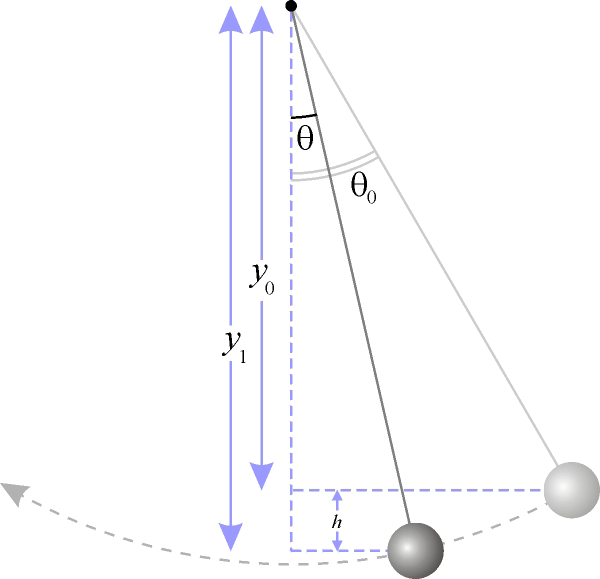
Een slinger kan worden benaderd als
een harmonische oscillator, zolang de uitwijking maar niet te groot wordt.

De exacte potentiaal van de slinger (blauw) en de potentiaal van de benaderde harmonische oscillator (rood).

Een slinger bestaat uit een massa {\displaystyle m} die wordt opgehangen aan een touw. Noemen we de hoek van uitwijking {\displaystyle \theta }, dan vinden we dat de potentiële energie door de zwaartekracht gelijk is aan
{\displaystyle U(\theta )=-mgl\cos \theta }
waarbij {\displaystyle g} de valversnelling is. We hebben dus
{\displaystyle F(\theta )=-mgl\sin \theta \approx -mgl\theta }
waar we hebben gebruikt dat de sinus van {\displaystyle \theta } ongeveer gelijk is aan {\displaystyle \theta } zelf als die hoek voldoende klein is. We hebben dus een harmonische oscillator met {\displaystyle k=mgl}. De frequentie is gelijk aan
{\displaystyle f={\frac {1}{2\pi }}{\sqrt {\frac {g}{l}}}}
De frequentie hangt in deze benadering dus niet af van de amplitude.
Deze benadering blijkt redelijk goed op te gaan als {\displaystyle \theta } kleiner is dan zo'n 20°. Dan is de fout die we maken rond de 1%.

### Cirkelbeweging

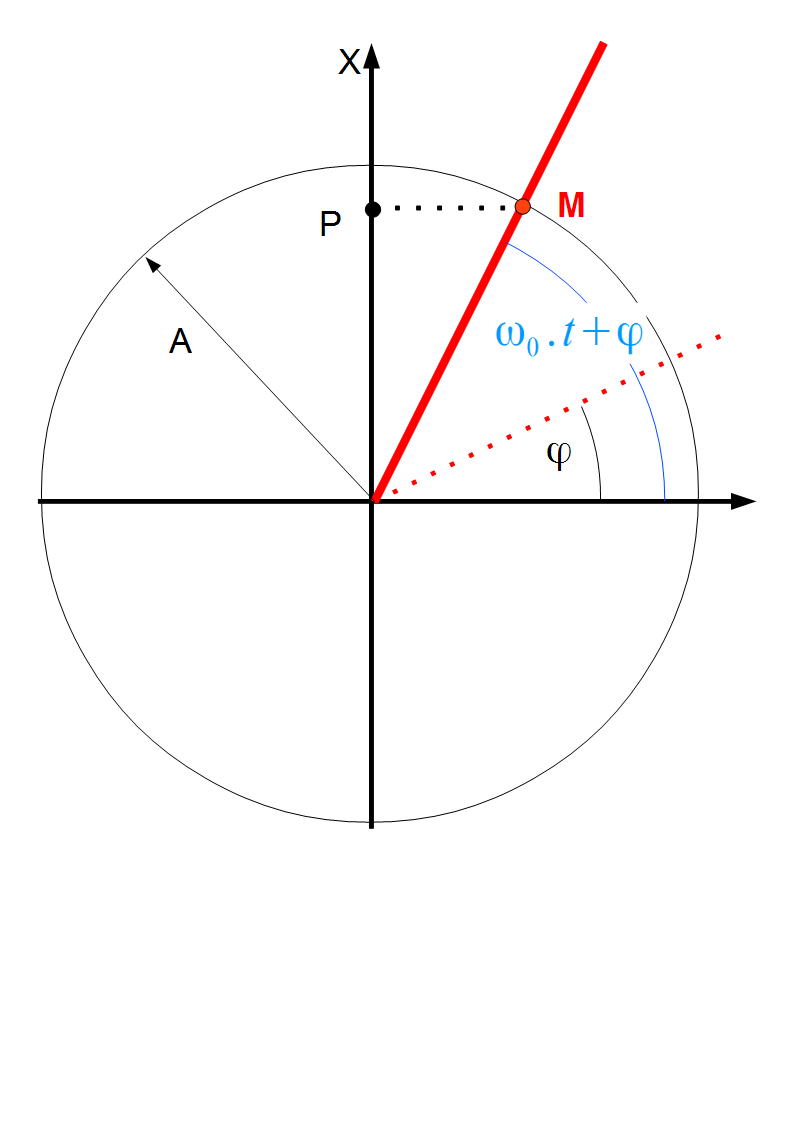
De harmonische oscillator vanuit een cirkel

Een harmonische oscillator kan beschreven worden door de projectie P op een  middellijn te volgen van een punt M dat met constante hoeksnelheid over een cirkel beweegt. Als {\displaystyle \varphi } de beginhoek met de loodlijn op de middellijn is, {\displaystyle \omega _{0}} e hoeksnelheid en {\displaystyle A} de straal van de cirkel, dan is
{\displaystyle x=A\,\sin(\omega _{0}t+\varphi )}
Dezelfde vergelijking komt ook voor bij een harmonische trilling waarbij dan
{\displaystyle \phi } de fasehoek is
{\displaystyle \omega _{0}} de pulsatie en
{\displaystyle A} de amplitude.